# Eurhadina concinna
Eurhadina concinna is een dwergcicade die verschillende loofbomen eet, vooral de zomereik (Quercus robur) en wintereik (Quercus petraea).

## Kenmerken
Volwassen dieren hebben een lichaamslengte van 3,3 tot 4,0 mm. De cicade is witgeel tot wit. De voorvleugels hebben apicaal donkere vlekken en zwarte strepen. De vlek op de apicale ader klein.
Deze soort is alleen genitaal met zekerheid te determineren.

## Levenswijze
Imago's komen voor van juni tot oktober.